# Chelghoum Laïd
Chelghoum Laïd è un comune dell'Algeria, situato nella provincia di Mila.